# Linowsee (Lychen)
Der Linowsee ist ein natürlicher See im Verlauf des Mühlenfließes (MV) bzw. Thymenfließes BB mit der (natürlich länderübergreifenden) GKZ 5811878, das im Thymensee in den Havelzufluss Hegensteinfließ (GKZ 58118) mündet. Er gehört zum Naturraum des Neustrelitzer Kleinseenlandes und zum Naturpark Uckermärkische Seen. Er liegt vollständig auf der Gemarkung von Rutenberg, einem Ortsteil der Stadt Lychen im Landkreis Uckermark (Brandenburg).

## Geografie
Der Linowsee liegt am nordwestlichen Rand des Stadtgebietes von Lychen, vollständig auf der Gemarkung des Ortsteiles Rutenberg, an der Grenze zu Mecklenburg-Vorpommern (Landkreis Mecklenburgische Seenplatte). Er ist ca. 2,4 km lang, aber mit maximal ca. 300 m Breite recht schmal. Er erstreckt sich in Nordost-Südwest-Richtung. Die Fläche beträgt 47,4 ha. Der Seespiegel liegt auf 66,8 m ü. NHN.
Das Mühlenfließ erreicht das Nordostende des Sees aus dem gut vier Kilometer entfernten Schulzensee bei Waldsee. Gleich daneben mündet aus nordöstlicher Richtung der etwas längere Graben aus Triepkendorf. Auf das Ostufer verteilen sich Mündungen kleinerer Gräben. Der Ausfluss des Mühlenfließes zum westlich gelegenen Großen Brückentinsee befindet sich am Westufer bei etwa drei Vierteln der Strecke vom oberen zum unteren Seeende.

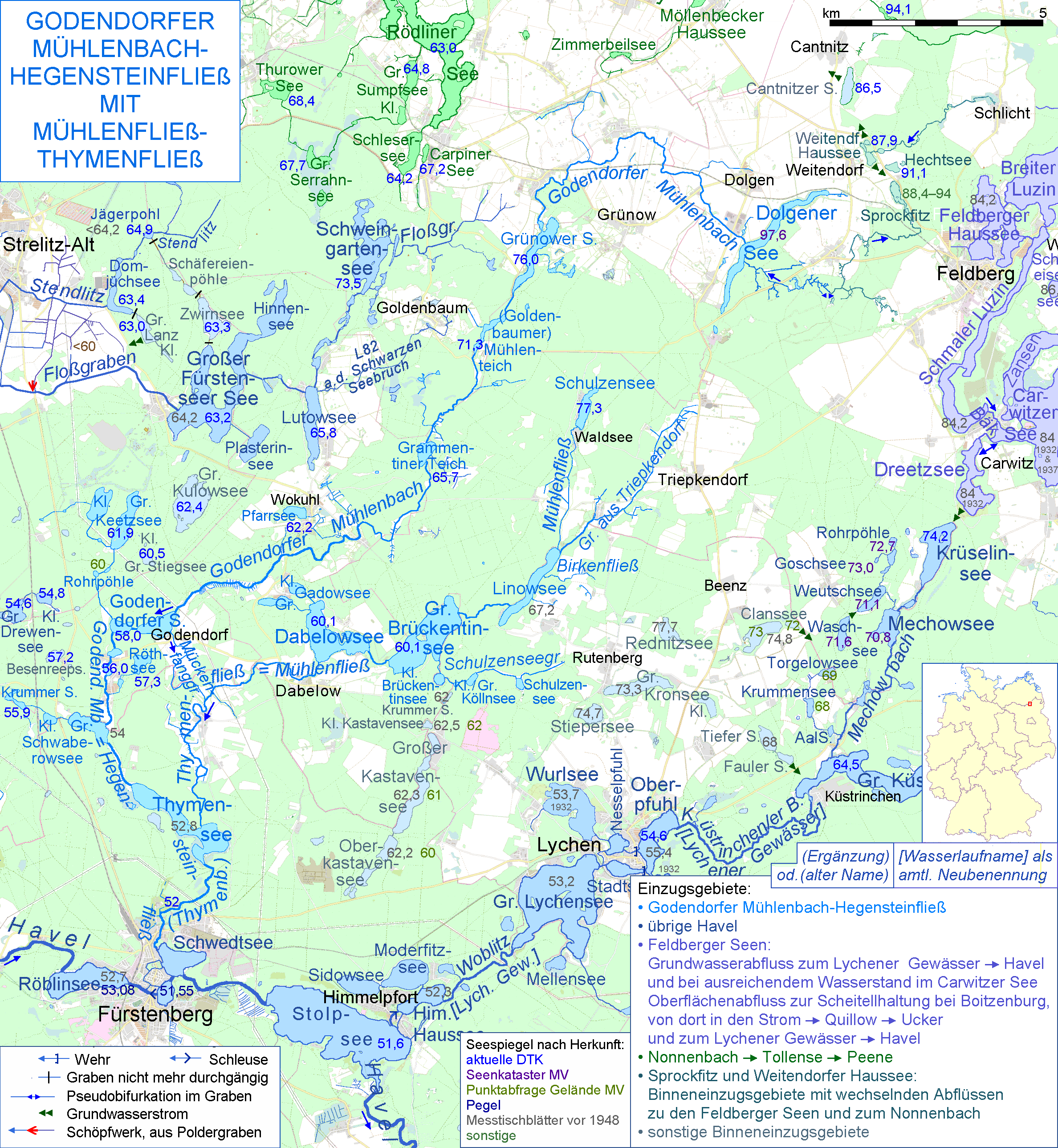
Der Linowsee als zweitoberster See im Verlauf des Mühlenfließes/Thymenfließes

## Geschichte

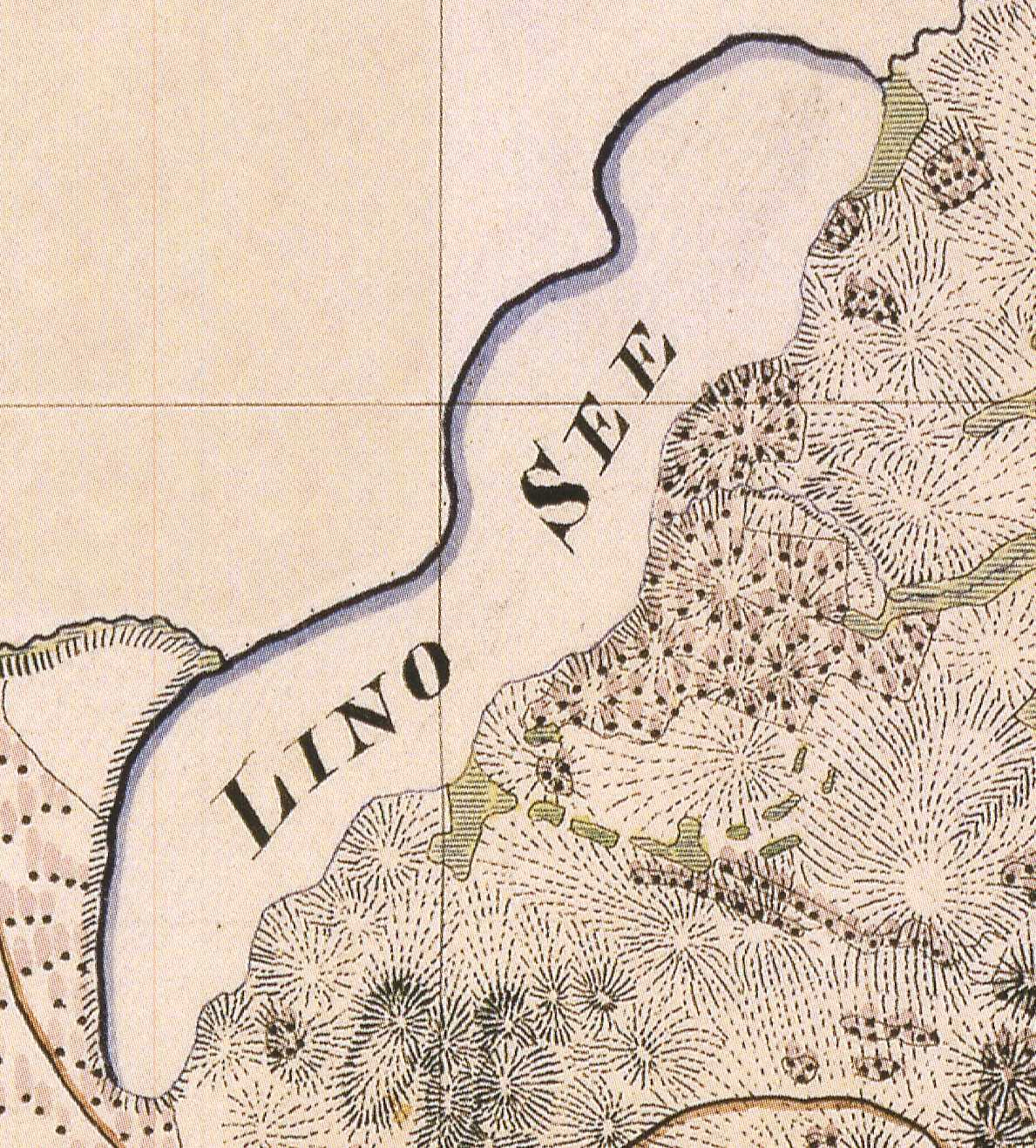
Linowsee auf dem Urmesstischblatt 2745 Lychen von 1825

Der See wurde bereits 1299 erstmals urkundlich genannt (stagnum Lynyczere). Der Linowsee gehörte neben 38 anderen namentlich genannten Seen zur Erstausstattung des Klosters Himmelpfort. Das Kloster hatte das alleinige Nutzungsrecht auf diesem See. Der Name lässt sich von einer alpb. Grundform *Lin'e jezero = Schleisee, von *lin = Schlei und *jezero = See. 1480 heißt es dy sehe Lynow, 1556 Linower sehe. Weitere frühe Nennungen sind: 1574 lynaw und 1580 Lienow. Auf dem Urmesstischblatt heißt der See Lino See.
Am Südwestende des Sees lag der mittelalterliche Ort Linow, der vermutlich im 14. oder 15. Jahrhundert wüst fiel. Der Ort ist nach dem See benannt. Besonders die Nennung des Ortes von 1342 als Lyniezer (Lin und jezero) lässt die alte polabische Namensform noch sehr gut erkennen.

## Ökologie und Nutzung
Er ist bis 15 m tief und stabil geschichtet. Der Trophie-Index wird im Gewässerkataster mit 2,5 angegeben, das entspricht dem Grenzbereich von meso- zu eutroph. Mehrere kleine, namenlose Fließ münden von Norden und Osten in den See; der einzige Abfluss erfolgt zum Großen Brückentinsee. Am südwestlichen Ufer liegt der zum Ortsteil Rutenberg gehörende Wohnplatz Seeblick. Die Ufer sind weitgehend naturbelassen und nicht durch Wege zugänglich. Lediglich am südöstlichen Ufer und im Bereich des Wohnplatzes Seeblick führen kleinere Wege und Straßen etwas dichter an den See heran.
Unweit des Linowsees befinden sich östlich die Siedlung Eichhof und die Wohnplätze Marienhof und Birkental. Diese Flächen sind vom 1500 Hektar umfassenden Naturschutzgebiet Klapperberge umgeben. Namensgeber für das Naturschutzgebiet sind die hier gelegenen Klapperberge, deren Höchster Punkt bei Eichhof 98 m ü. NN erreicht. Auf dem ehemals von Ackerflächen geprägten Höhenzug befindet sich heute hauptsächlich artenreicher Halbtrockenrasen.

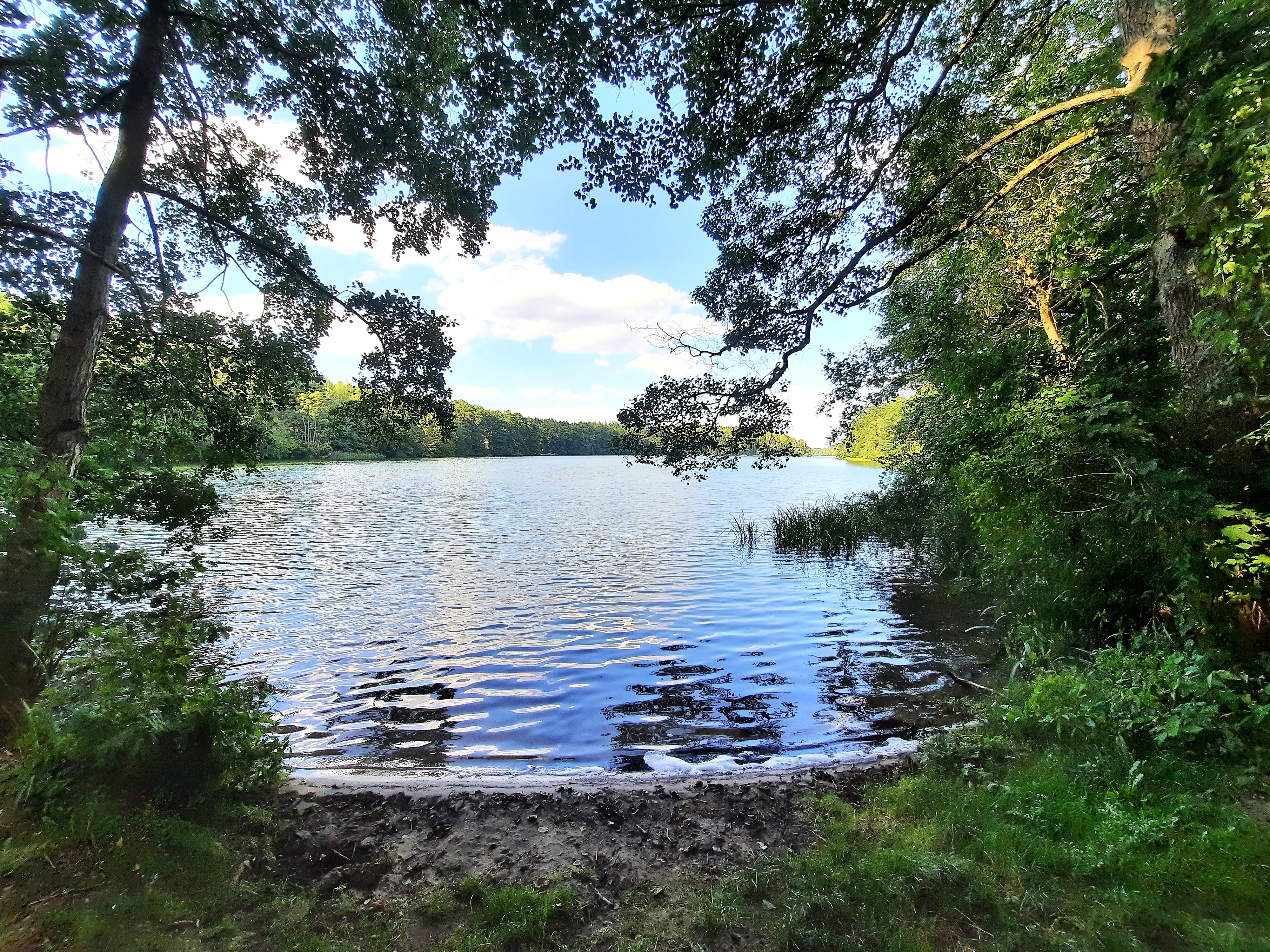
Badestelle am Südufer
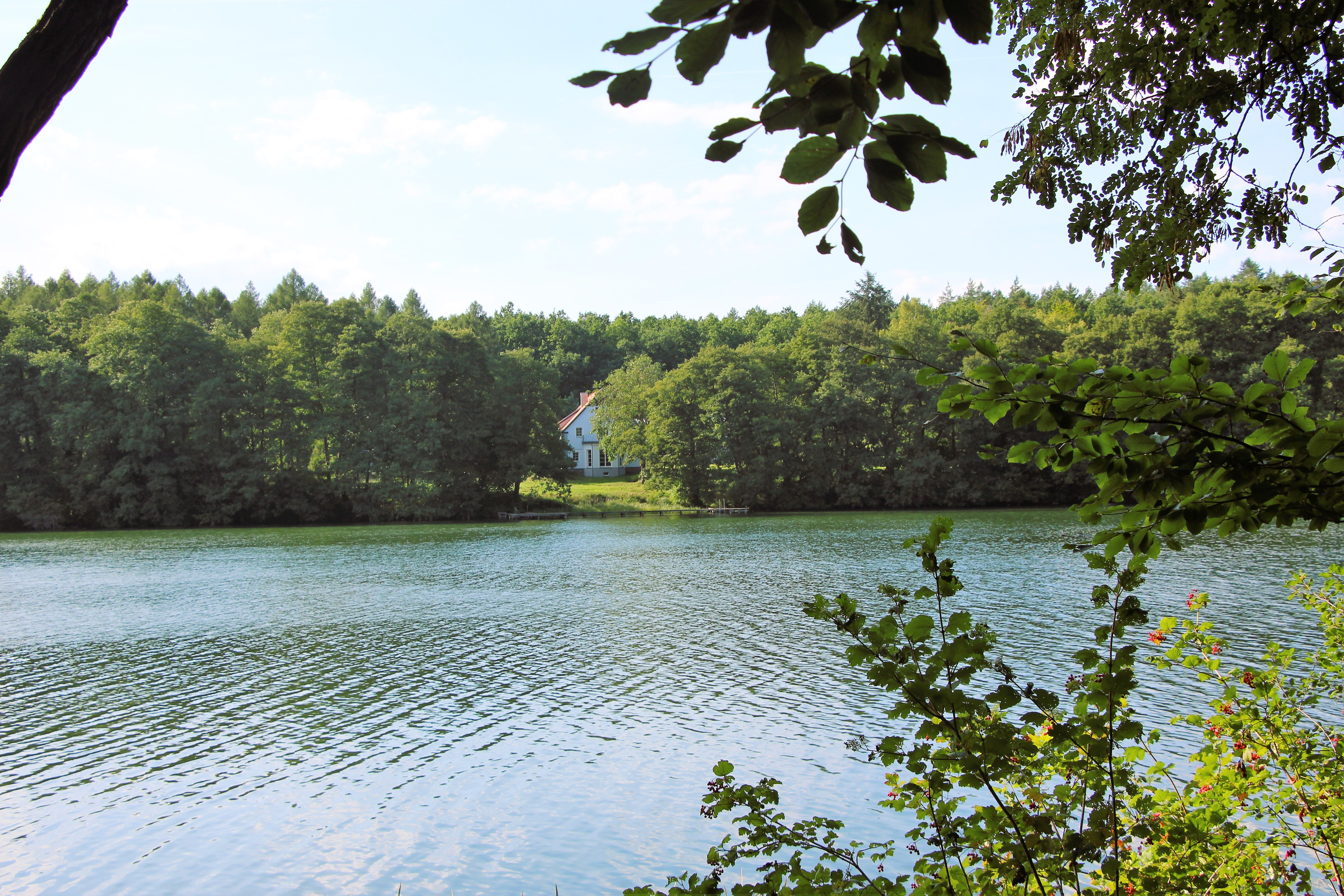
Blick auf eine in Seeblick gelegene Anlege- und Badestelle
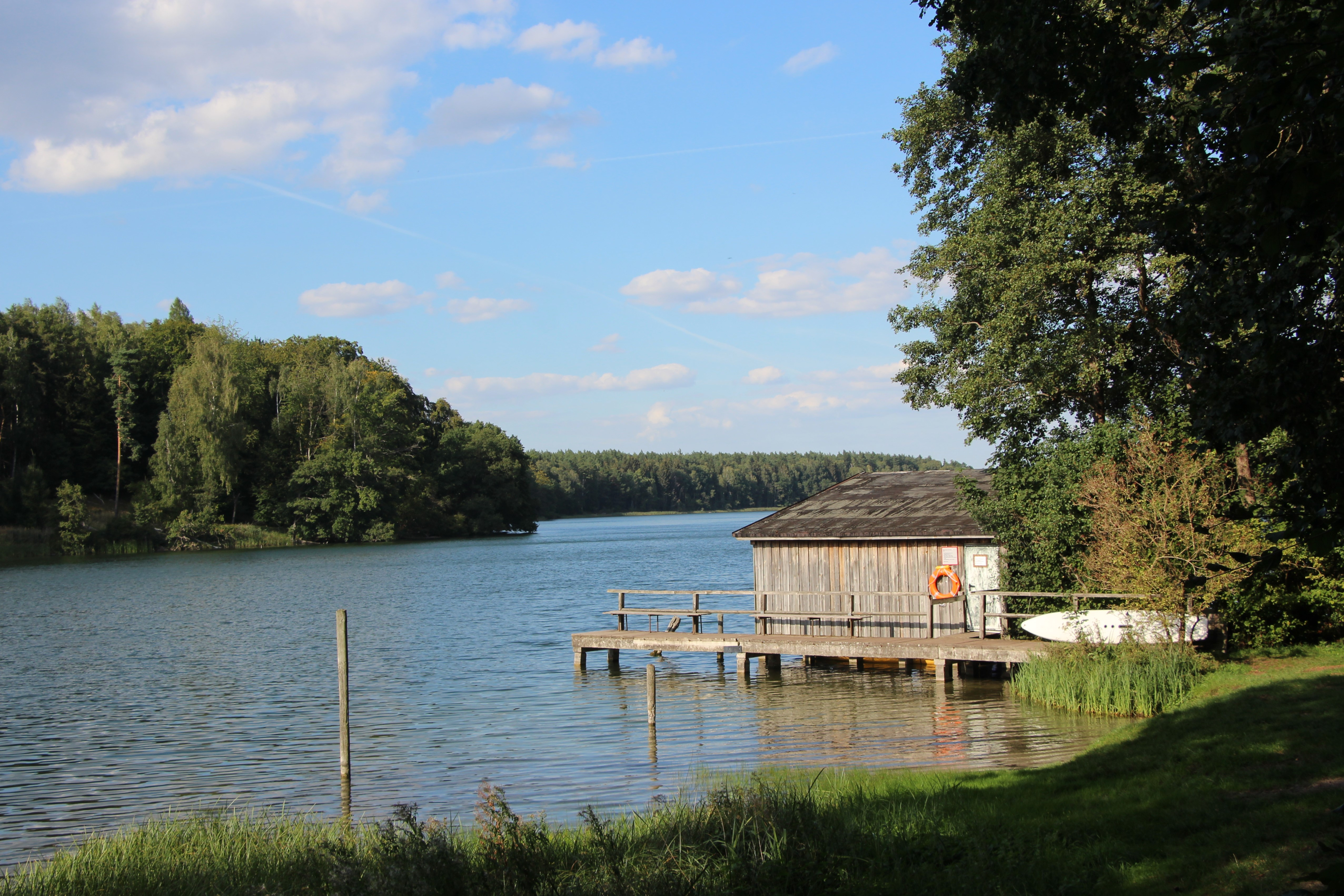
Bootshaus am Ostufer

## Belege